# Familia Apor
Familia Apor (diferite ramuri denumite altorjai sau zaláni) este o familie care face parte din vechea nobilime maghiară, care a jucat un rol major în istoria Transilvaniei. Are mai multe ramuri, care au deținut ranguri diferite de-a lungul timpului, inclusiv cel de primor (rangul cel mai înalt al nobilimii secuiești, comparabil cu rangul de baron sau conte), și titlurile occidentalizate de báró (baron) și gróf (conte).

## Istorie
Originile exacte ale familiei nu sunt precis cunoscute. În mod tradițional, Aporii susțin că sunt descendenți ai căpeteniei maghiare Apor, rămas în istorie pentru că a contribuit la un asediu al Constantinopolului. Istoricul transilvănean, Peter Apor de Altorja (1676–1752) este unul din membri familiei care susține această descendență. Deși nu există nicio sursă scrisă legitimă care să confirme această teorie, el propune că Apor era un fiu legitim al Marelui Prinț Ungar Árpád. În folclorul transilvănean, se presupune că familia era rabonbáns, vechi conducători ai poporului secuiesc, care au rezistat convertirii la creștinism timp de câteva secole după ce regele Ștefan I a interzis religia păgână maghiară originală. În această perioadă, familia Apor locuia în Cetatea Bálványos, numele acesteia însemnând „idolatru” în limba maghiară, referindu-se la credințele Aporilor.
Din secolul al XV-lea, genealogia familiei este bine documentată în surse scrise. Familia și-a abandonat cetatea din Bálványos și s-a mutat la Torja cândva în secolul al XVI-lea. Din această reședință provine titulatura de altorjai (latină: Apor de Altorja; germană: Apor von Altorja, ambele însemnând „ Torja de Jos”). În 1506, István Apor era încă menționat ca locuind în Bálványos. Probabil că fiul său András s-a mutat ulterior la Torja, unde a născut zece copii. Unul dintre ei, Lázár Apor, a fost alkirálybiró pentru Kézdiszék, în timp ce un altul, István, a devenit cel mai bogat om din Transilvania și a avut numeroase funcții regale oficiale - atât civile și militare. István a câștigat titlul báró la 1 mai 1693 și mai târziu titlul gróf la 23 februarie 1696, dar ramura gróf a familiei Apor a murit fără moștenitori. Ramura báró care a supraviețuit până în prezent și-a câștigat titlul la 13 ianuarie 1713. Ramura zaláni s-a despărțit de restul familiei în secolul al XVII-lea, după răscoala eșuată de la Thököly. În timpul bătăliei pentru Zernyest, un tânăr membru al familiei Apor care a supraviețuit s-a mutat la Zalán și a fondat ramura zaláni (latină: Apor de Zalán; germană: Apor von Zalán) împreună cu Székely Judit.

## Membri celebri ai familiei

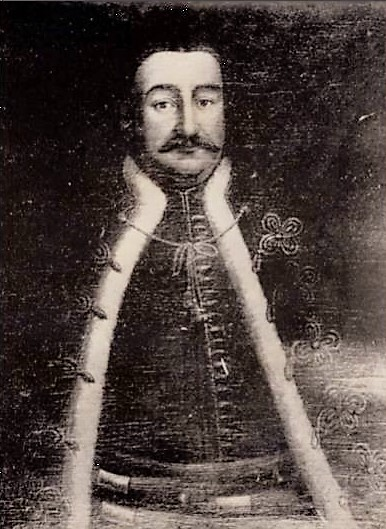
Contele István Apor (1638-1704), trezorier și general militar șef al Transilvaniei

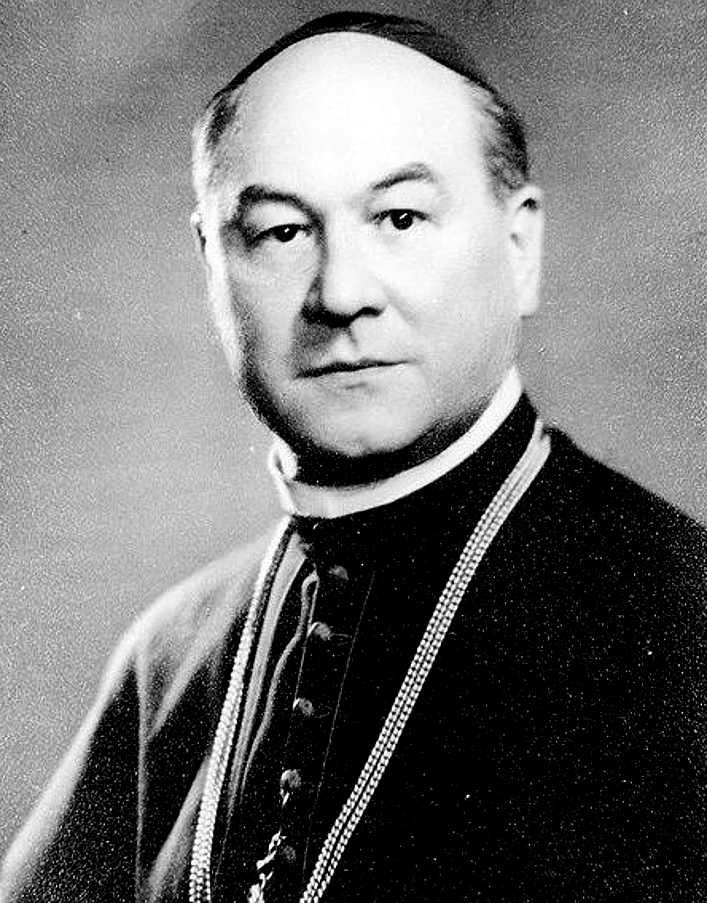
Baronul Vilmos Apor, episcop beatificat, sfânt al victimelor abuzurilor sexuale și al activiștilor

- István Apor (1638-1704), trezorier, general al Transilvaniei, i s-a acordat titlul de conte în 1696, dar nu a avut descendenți
- Péter Apor (1676–1752), istoric, főkirálybíró (judecător regal principal, titlu administrativ major) în Comitatul Trei Scaune
- Károly Apor (1815–1885), politician, judecător
- Gábor Apor (1851–1898), conte al Comitatului Târnava-Mare, secretar de stat pentru afaceri externe
- József Apor (1823–1899), ofițer în Revoluția maghiară din 1848–1849, închis de Habsburg în Arad pentru participarea sa la mișcarea de rezistență Makk-Váradi din 1853-1854.[7] Un portret în miniatură al său în timpul captivității sale (de Rákóczi) rămâne în Muzeul Național Secuiesc[8]
- Vilmos Apor (1892–1945) a fost beatificat episcop de Győr
- László Apor (1896-1982), om de afaceri de succes din perioada interbelică, care se ocupă mai ales de apele minerale. Din 1951, a fost luat prizonier de guvernul comunist de atunci al României și trimis într-un lagăr de muncă din Dobrogea[9]

## Moșie
Familia avea mai multe moșii în Transilvania, inclusiv în Torja din comitatul Trei Scaune și în Abosfalva. Ramura zaláni a familiei Apor avea în mod similar mai multe moșii, inclusiv cele din Zalán și Szentivánlaborfalva . Descendenții lor actuali și-au recăpătat conacul din Szentivánlaborfalva după căderea regimului comunist în 1989.